# Лозоватская волость (Верхнеднепровский уезд)
Лозоватская волость — административно-территориальная единица Верхнеднепровского и Криворожского уезда Екатеринославской губернии.

## История
Образована в 1861 году.
26 февраля 1919 года вошла в состав новообразованного Криворожского уезда.
Упразднена 7 марта 1923 года.

## Характеристика
По состоянию на 1886 год состояла из 4 поселений, 2 сельских общин. Население 4400 человек (2280 мужского пола, 2120 — женского), 779 дворовых хозяйств.
По данным на 1908 год общая численность населения выросла до 9649 человек (4922 мужского пола, 4727 — женского), 1979 дворовых хозяйства.

### Поселения
- Лозоватка — село при реке Ингулец в 100 верстах от уездного города, 3938 человек, 716 дворов, Покровская православная церковь, школа, 3 лавки, 3 ярмарки в год, базары по воскресеньям.

- Красная Балка — бывшая государственная деревня, 198 человек (156 мужского пола, 42 — женского), 19 дворовых хозяйств;
- Глиноватка — бывшая государственная деревня, 225 человек (94 мужского пола, 131 — женского), 62 дворовых хозяйства;
- Марьяновка — бывшее барское село, 422 человека (227 мужского пола, 195 —женского), 71 дворовое хозяйство;
- Сухобалковское — 760 человек (394 мужского пола, 366 — женского), 135 дворовых хозяйств;
- Дубовая Балка — бывшая государственная деревня, 29 человек (13 мужского пола, 16 — женского), 6 дворовых хозяйств.